# كريستوف ويليم
كريستوف ويليم (بالفرنسية: Christophe Frédéric Durier)‏ هو مغني وملحن وشاعر فرنسي، ولد في 3 أغسطس 1983 في Enghien-les-Bains ‏ في فرنسا.

## وصلات خارجية
- الموقع الرسمي
- كريستوف ويليم على موقع IMDb (الإنجليزية)
- كريستوف ويليم على موقع ميوزك برينز (الإنجليزية)
- كريستوف ويليم على موقع أول ميوزيك (الإنجليزية)
- كريستوف ويليم على موقع ديسكوغز (الإنجليزية)
- كريستوف ويليم على موقع قاعدة بيانات الفيلم (الإنجليزية)